# .se
.se — национальный домен верхнего уровня для Швеции. Ответственная организация, поддерживающая функционирование домена, — NIC-SE. Она, однако, не занимается регистрацией новых доменов, это могут делать только авторизованные регистраторы. Регистраторы получают первый платёж при регистрации нового домена. Последующие платежи получает NIC-SE. Максимальный срок, на который может быть оплачена регистрация, — один год.
До апреля 2003 г. правила регистрации в домене .se были весьма строгими, ограничивающими свободную регистрацию. Право зарегистрировать домен предоставлялось только организациям, действующим на мировом уровне, и имя домена при этом должно было весьма точно отражать официальное название организации. Компании не имели права регистрировать отдельные домены специально для своих продуктов, даже если последние являлись зарегистрированными торговыми марками.
Частные лица имели право зарегистрировать всего лишь один домен в домене второго уровня .pp.se (англ. pp, private person, частное лицо). Компании, зарегистрированные только в одном лене Швеции, имели право регистрировать домен лишь только в соответствующем домене второго уровня .код лена.se. Такие строгие правила привели к популяризации альтернативных доменов первого уровня — .nu и .com.
Новые правила позволили организациям и частным лицами регистрировать неограниченное количество любых доменов с небольшими ограничениями. В октябре 2003 г. NIC-SE начал регистрацию доменов, имена которых могут включать буквы å, ä, ö, ü и é.